# Zeugomantispa compellens
Zeugomantispa compellens là một loài côn trùng trong họ Mantispidae thuộc bộ Neuroptera. Loài này được Walker miêu tả năm 1860.